# Гах, Анатолий Михайлович
Анато́лий Миха́йлович Гах (род. 18 сентября 1937, Санта-Роза, Риу-Гранди-ду-Сул) — первый преподаватель-носитель и «первопроходец» португальского языка в СССР.

## Биография
Родился 18 сентября 1937 года в Санта-Розе. Провёл детство в Бразилии, в штате Риу-Гранди-ду-Сул. Отец был коммунистом и был вынужден с семьёй покинуть Бразилию по политическим мотивам. Тогда А. М. Гаху было 14 лет. Первые годы эмиграции провёл в Польше, где обучался в горном колледже, затем переехал в Ленинград. По сведениям В. Г. Будного, прибыл в Советский Союз в возрасте 17 лет. Окончил испанское отделение филологического факультета ЛГУ.
Впервые в СССР возможность создания полноценного пятитилетнего курса обучения португальскому языку и литературе появилась в 1961 году. До этого, по словам Е. Г. Голубевой, «португальский было негде выучить». Будучи носителем бразильского варианта португальского языка, с О. К. Васильевой-Шведе и Е. Г. Голубевой стал одним из организаторов португальского отделения на филологическом факультете ЛГУ, где впервые в СССР в 1962 году была сформирована группа студентов по системному изучению португальской филологии. Ввиду отсутствия политических и культурных контактов с Португалией в первые годы после создания отделения преподавался бразильский вариант португальского языка, но впоследствии, согласно интервью Е. Г. Голубевой, базовым стал его европейский вариант. В создавшейся ситуации бразилец Гах должен был перейти на преподавание европейского варианта португальского языка, что, впрочем, не помешало прививать студентам любовь к бразильской культуре.
В первые годы португальский язык на кафедре романской филологии ЛГУ представлял собой неизведанную область, terra incognita, не было ни книг, ни учебников, что побудило А. М. Гаха вместе с О. К. Васильевой-Шведе подготовить первую в СССР антологию португалоязычных авторов XIX—XX вв., которая входит в международный библиографический индекс работ по романской филологии. Когда в 1980-х годах на филологическом факультете ЛГУ началось изучение галисийского языка, первым его преподавателем был А. М. Гах. Принимал активное участие в работе организованного в 1995 году Центра португальско-бразильских исследований.
За многие годы работы в ЛГУ А. М. Гах подготовил множество специалистов в области португальского языка. В зарубежной прессе в заметке к 80-летнему юбилею А. М. Гах оценен как «первый и наиболее значительный преподаватель португальского языка в России».